# سارا ایروانی
سارا ایروانی (زادهٔ ۱۳۴۴) نقاش، تصویرگر کتاب برجسته و مدرس هنر ایرانی، و برنده جایزه‌های هنری است.

## زندگی‌نامه
سارا در سال ۱۳۴۴ در کالیفرنیا زاده شد. در ایران در دانشکده هنرهای زیبای دانشگاه تهران تحصیل کرد، سپس دوره کارشناسی ارشد روان‌شناسی تربیتی را در دانشگاه الزهرا ادامه داد و هم‌زمان در سال‌های ۱۳۶۸ تا ۶۹ به تدریس هنر در دانشگاه آزاد اصفهان پرداخت. پس از آن نیز در مراکز مهم دیگری هنر تدریس کرده‌است.
فهیمه محفوظ کتابی با نام «نقاشی‌های سارا ایروانی» منتشر کرده‌است.

## آثار
تصویرگری کتاب‌های زیر:
- گلپر، ماه و رنگین کمان (کانون پرورش فکری کودک و نوجوان، ۱۳۷۰).[۱]
- دانه‌ها و گنجشک‌ها و پروانه‌ها (انتشارات کوچک جنگلی، ۱۳۷۰).[۱]
- پرندهٔ ابری (کانون پرورش فکری کودک و نوجوان، ۱۳۷۱).[۱]
- درخت خرما و بزی (انتشارات آستان قدس رضوی، ۱۳۷۳).[۱]

## جایزه‌ها
- ۱۳۷۰ - جایزه نمایشگاه بین‌المللی تصویرگران کتاب کودک.[۱]
- ۱۳۷۳ - دیپلم افتخار از دفتر بین‌المللی کتاب برای نسل جوان.[۱]
- ۲۰۰۲ - جایزه انجمن نویسندگان و تصویرگران کتاب کودک (SCBWI) در بخش تصویرگری نشریات برای تصویرگری داستان حیوان زبان بسته، اثر هوشنگ مرادی کرمانی (مجله کریکت اکتبر ۲۰۰۲)[۳].